# سیارک ۶۶۳۵
سیارک ۶۶۳۵ (به انگلیسی: 6635 Zuber، نامگذاری:1987SH3) شش هزار و ششصد و سی و پنجمین سیارک کشف شده‌است که در ۲۶ سپتامبر ۱۹۸۷ کشف شد.
قدر مطلق سیارک برابر ۱۳٫۸۰ است.